# Quillajaceae
Quillajaceae es una familia de plantas fanerógamas que pertenece al orden Fabales con un único género, Quillaja, y 2 especies.

## Taxonomía
El género fue descrito por Juan Ignacio Molina y publicado en Florae Peruvianae, et Chilensis Prodromus 91, pl. 18. 1794. La especie tipo es: Quillaja saponaria Molina

## Especies aceptadas
Consta de dos especies aceptadas hasta julio de 2011. Para cada una se indica el nombre binomial seguido del autor, abreviado según las convenciones y usos 
- Quillaja brasiliensis (A.St.-Hil. & Tul.) Mart.
- Quillaja saponaria Molina